# Виноделие в Уругвае
Виноделие в Уругвае довольно развито и уходит корнями в середину XVII века, когда испанские колонизаторы завезли на территорию Восточной полосы виноградную лозу.

## География
Территория Уругвая расположена на той же широте, что и лучшие винодельческие районы Аргентины, Южной Африки и Австралии. Таким образом, вся она подходит для выращивания винограда, и это является важной отраслью сельского хозяйства страны.
Официально в Уругвае существует девять винодельческих зон: Северная, Северная береговая, Северо-восточная, Южная береговая, Центральная, Центрально-восточная, Юго-западная, Южная и Юго-восточная.
В Южной зоне сосредоточено 90 % виноградников страны, климат в этом регионе испытывает сильное влияние моря. Юго-западная, с 5 % виноградников, и Южная береговая находятся под влиянием реки Уругвай, земля там с отличным дренажом. Центральная и Центрально-восточная зоны расположены в южной части бассейна Рио-Негро, где отличный климат и земля с каменистой текстурой. Северный и Северо-Восточный районы отличаются более теплым климатом.
В настоящее время виноградники имеются в 15 из 19 департаментов Уругвая, но большинство из них расположены в холмах к северу от города Монтевидео, в департаментах Канелонес, Монтевидео, Колония и Сан-Хосе.

## Современное состояние
Процесс выхода уругвайского вина на международный рынок начался в 1970-х годах, в 1978 в стране побывали французские эксперты. В 1995 году в Пунта-дель-Эсте прошел конгресс Международной организации виноградарства и виноделия.
В настоящее время наблюдается рост виноделия в стране и экспорта уругвайских вин.
Наиболее распространенным сортом винограда в Уругвае является Таннат. Также выращиваются мускаты, шардоне и совиньон-блан.